# Saint-Igest

Saint-Igest este o comună în departamentul Aveyron din sudul Franței. În 1 ianuarie 2022 avea o populație de 181 de locuitori.